# Dolichopeza flavicans
Dolichopeza flavicans är en tvåvingeart som först beskrevs av Edwards 1927.  Dolichopeza flavicans ingår i släktet Dolichopeza och familjen storharkrankar.
Artens utbredningsområde är Sri Lanka. Inga underarter finns listade i Catalogue of Life.